# William Cowhig
William Cowhig (5. april 1887 – 16. august 1964) var en walisisk/britisk sportsudøver som deltog under de olympiske lege 1912 i Stockholm og 1920 i Antwerpen. Han repræsenterede Powell Tillery Gymnastics Club, Abertillery.
Cowhig vandt en bronzemedalje i gymnastik under OL 1912 i Stockholm. Han var med på det britiske hold som kom på en tredjeplads i holdkonkurrencen i multikamp efter Italien og Ungarn. Der var fem hold fra fem lande som var med i konkurrencen, som blev afholdt på Stockholms Stadion. Der var mellem 16 og 40 deltagere på hvert hold.
Han deltog senere under OL 1920 i Antwerpen hvor han kom på en femteplads sammen med det
britiske hold i multikamp.